# Angelo Dogba
Angelo Dogba de son nom à l'état civil, Ange Romain Akou est un rappeur originaire de la Côte d'Ivoire. C'est en 1988 qu'il débute en formant son groupe de rap, les Crazy B, avec ses amis Sky Larock et Chase Boogie qui le surnommèrent "Angelo" à l'image d'un membre influent de la Mafia italienne. Plus tard, en 1996, Angelo créé son hip-hop de fusion, une combinaison du hip-hop américain, de la jungle anglaise et de rythmes africains.
Le fruit de ce travail donne naissance à Représent, troisième album de sa carrière et son premier album solo d'où sont tirés les bits Dogba et Ne baissez pas les bras qui le hissent au sommet des Hit-parades en Côte d'Ivoire et en Afrique. Le monde musical en Côte d'Ivoire apprend son deces le Mercredi 25 Janvier 2023.

## Discographie
- Mama Africa feat Oshy & Tah Born
- Dogba2
- Lou-Roots
- Georges
- Like A Queen feat World a Girl
- T'as Affaire A Angelo
- Abidjan By Night
- Black Mama
- Vous Et Moins
- Dis Leurs
- Remu feat Meiway
- Qui Prions Nous?
- Sabouafess
- Hope feat Oshy
- Lou
- Ya Foye
- Plus jamais ça